# Orono (Maine)
Orono ( /ˈɒrənoʊ/ ) é uma vila em Penobscot County, Maine, Estados Unidos. Localizada nos rios Penobscot e Stillwater, foi colonizada pela primeira vez por colonos americanos em 1774. Eles o nomearam em homenagem ao chefe Joseph Orono, um sachem da nação indígena Penobscot que por muito tempo ocupou este território.
No século XIX, a cidade tornou-se um centro da indústria de silvicultura. As serrarias nos rios eram movidas pela água, e as toras eram transportadas rio abaixo no Penobscot para transporte e exportação de portos costeiros.
Desde 1865, tem sido a localização da Universidade do Maine, estabelecida como uma instituição de concessão de terras e a principal instituição educacional do estado. No outono de 2018, a universidade matriculou 11.404 alunos em Orono. Sem incluir os residentes universitários, a população da cidade era de 10.362 no censo de 2010.

## Geografia
De acordo com o United States Census Bureau, a cidade tem uma área total de 19.60 sq mi (50.76 km2), dos quais, 47.1 km2 (18.19 sq mi) dele é terra e 3.7 km2 (1.41 sq mi) é água. A cidade é dividida pelo rio Stillwater, um braço do rio Penobscot. Ocupa parte da Ilha Marsh, bem como algumas ilhas menores, como a Ilha Ayers, que é cercada pelos rios Penobscot e Stillwater, e o restante da cidade fica no continente. A represa de Orono represa o rio Stillwater em sua confluência com o rio Penobscot, próximo ao centro de Orono.

### Clima
Esta região climática é caracterizada por grandes diferenças sazonais de temperatura, com verões quentes a quentes (e frequentemente húmidos) e invernos frios (às vezes extremamente frios). Orono tem um clima continental húmido de verão quente, de acordo com o sistema de Classificação Climática de Köppen é " Dfb ", assim abreviado nos mapas climáticos.
| Dados climáticos para Orono (Universidade do Maine), elevação: 47 m, 1981-2010 normais, extremas e extremas médias 1893-2005 | Dados climáticos para Orono (Universidade do Maine), elevação: 47 m, 1981-2010 normais, extremas e extremas médias 1893-2005 | Dados climáticos para Orono (Universidade do Maine), elevação: 47 m, 1981-2010 normais, extremas e extremas médias 1893-2005 | Dados climáticos para Orono (Universidade do Maine), elevação: 47 m, 1981-2010 normais, extremas e extremas médias 1893-2005 | Dados climáticos para Orono (Universidade do Maine), elevação: 47 m, 1981-2010 normais, extremas e extremas médias 1893-2005 | Dados climáticos para Orono (Universidade do Maine), elevação: 47 m, 1981-2010 normais, extremas e extremas médias 1893-2005 | Dados climáticos para Orono (Universidade do Maine), elevação: 47 m, 1981-2010 normais, extremas e extremas médias 1893-2005 | Dados climáticos para Orono (Universidade do Maine), elevação: 47 m, 1981-2010 normais, extremas e extremas médias 1893-2005 | Dados climáticos para Orono (Universidade do Maine), elevação: 47 m, 1981-2010 normais, extremas e extremas médias 1893-2005 | Dados climáticos para Orono (Universidade do Maine), elevação: 47 m, 1981-2010 normais, extremas e extremas médias 1893-2005 | Dados climáticos para Orono (Universidade do Maine), elevação: 47 m, 1981-2010 normais, extremas e extremas médias 1893-2005 | Dados climáticos para Orono (Universidade do Maine), elevação: 47 m, 1981-2010 normais, extremas e extremas médias 1893-2005 | Dados climáticos para Orono (Universidade do Maine), elevação: 47 m, 1981-2010 normais, extremas e extremas médias 1893-2005 | Dados climáticos para Orono (Universidade do Maine), elevação: 47 m, 1981-2010 normais, extremas e extremas médias 1893-2005 |
| Mês | Jan | Fev | Mar | Abr | Mai | Jun | Jul | Ago | Set | Out | Nov | Dez | Ano |
| --- | --- | --- | --- | --- | --- | --- | --- | --- | --- | --- | --- | --- | --- |
| Recorde alta °F (°C) | 65 (18) | 63 (17) | 83 (28) | 89 (32) | 99 (37) | 100 (38) | 102 (39) | 104 (40) | 97 (36) | 90 (32) | 78 (26) | 64 (18) | 104 (40) |
| Média máxima °F (°C) | 46.2 (7.9) | 46.7 (8.2) | 58.2 (14.6) | 72.2 (22.3) | 83.8 (28.8) | 89.5 (31.9) | 92.0 (33.3) | 90.1 (32.3) | 84.3 (29.1) | 73.7 (23.2) | 60.8 (16) | 49.5 (9.7) | 92 (33.3) |
| Média alta °F (°C) | 28.7 (−1.8) | 33.6 (0.9) | 41.5 (5.3) | 54.5 (12.5) | 67.3 (19.6) | 76.0 (24.4) | 81.0 (27.2) | 79.6 (26.4) | 70.3 (21.3) | 56.9 (13.8) | 44.8 (7.1) | 33.5 (0.8) | 55.64 (13.13) |
| Média diária °F (°C) | 19.9 (−6.7) | 24.2 (−4.3) | 32.4 (0.2) | 44.5 (6.9) | 55.9 (13.3) | 64.5 (18.1) | 70.0 (21.1) | 68.8 (20.4) | 59.8 (15.4) | 48.0 (8.9) | 38.1 (3.4) | 26.4 (−3.1) | 46.04 (7.8) |
| Média baixa °F (°C) | 11.1 (−11.6) | 14.8 (−9.6) | 23.3 (−4.8) | 34.5 (1.4) | 44.4 (6.9) | 53.0 (11.7) | 59.0 (15) | 57.9 (14.4) | 49.3 (9.6) | 39.2 (4) | 31.4 (−0.3) | 19.4 (−7) | 36.44 (2.48) |
| Média mínima °F (°C) | −14.8 (−26) | −12.9 (−24.9) | −1.18 (−18.43) | 19.1 (−7.2) | 29.1 (−1.6) | 37.7 (3.2) | 45.4 (7.4) | 41.3 (5.2) | 31.0 (−0.6) | 23.0 (−5) | 10.9 (−11.7) | −8 (−22) | −14.8 (−26) |
| Recorde baixa °F (°C) | −40 (−40) | −32 (−36) | −25 (−32) | 3 (−16) | 19 (−7) | 29 (−2) | 34 (1) | 30 (−1) | 22 (−6) | 13 (−11) | −8 (−22) | −31 (−35) | −40 (−40) |
| Média precipitação pol. (mm)                                                                                                 | 2.98 (75.7) | 2.48 (63) | 3.15 (80) | 3.13 (79.5) | 3.41 (86.6) | 3.52 (89.4) | 3.01 (76.5) | 3.27 (83.1) | 3.56 (90.4) | 3.64 (92.5) | 4.03 (102.4) | 4.21 (106.9) | 40,39 (1 026) |
| Queda de neve média pol. (cm)                                                                                                | 18.7 (47.5) | 17.8 (45.2) | 11.3 (28.7) | 3.9 (9.9) | 0.2 (0.5) | 0 (0.0) | 0 (0.0) | 0 (0.0) | 0 (0.0) | — | 0.4 (1) | 4.61 (11.7) | — |
| Média de dias de precipitação                                                                                                | 10 | 8 | 9 | 9 | 10 | 10 | 9 | 9 | 9 | 9 | 10 | 9 | 111 |
| Média de dias ensolarados | 6.3 | 4.5 | 4.3 | 1.2 | trace | 0.0 | 0.0 | 0.0 | 0.0 | 0.1 | 1.4 | 4.6 | — |
| Média umidade relativa (%)                                                                                                   | 70 | 68 | 65 | 61 | 65 | 70 | 71 | 71 | 74 | 72 | 72 | 75 | 69.5 |
| Média diária horas de sol | 6.2 | 4.1 | 5.5 | 5.4 | 6.5 | 5.9 | 7.5 | 9.4 | 9.8 | 9.0 | 6.5 | 6.9 | 6.89 |
| Fonte: WRCC, Weatherbase (snowfall, precipitation and snow days), Meteoblue (sun days) and timeanddate.com (humidity)        | | | | | | | | | | | | | |

| Dados climáticos para Orono (University of Maine), elevation: 47 m, 1961-1990 normais e médias extremas | Dados climáticos para Orono (University of Maine), elevation: 47 m, 1961-1990 normais e médias extremas | Dados climáticos para Orono (University of Maine), elevation: 47 m, 1961-1990 normais e médias extremas | Dados climáticos para Orono (University of Maine), elevation: 47 m, 1961-1990 normais e médias extremas | Dados climáticos para Orono (University of Maine), elevation: 47 m, 1961-1990 normais e médias extremas | Dados climáticos para Orono (University of Maine), elevation: 47 m, 1961-1990 normais e médias extremas | Dados climáticos para Orono (University of Maine), elevation: 47 m, 1961-1990 normais e médias extremas | Dados climáticos para Orono (University of Maine), elevation: 47 m, 1961-1990 normais e médias extremas | Dados climáticos para Orono (University of Maine), elevation: 47 m, 1961-1990 normais e médias extremas | Dados climáticos para Orono (University of Maine), elevation: 47 m, 1961-1990 normais e médias extremas | Dados climáticos para Orono (University of Maine), elevation: 47 m, 1961-1990 normais e médias extremas | Dados climáticos para Orono (University of Maine), elevation: 47 m, 1961-1990 normais e médias extremas | Dados climáticos para Orono (University of Maine), elevation: 47 m, 1961-1990 normais e médias extremas | Dados climáticos para Orono (University of Maine), elevation: 47 m, 1961-1990 normais e médias extremas |
| Mês | Jan | Fev | Mar | Abr | Mai | Jun | Jul | Ago | Set | Out | Nov | Dez | Ano |
| --- | --- | --- | --- | --- | --- | --- | --- | --- | --- | --- | --- | --- | --- |
| Média máxima °F (°C)                                                                                    | 34.8 (1.6)                                                                                              | 42.2 (5.7)                                                                                              | 47.2 (8.4)                                                                                              | 56.4 (13.6)                                                                                             | 72.3 (22.4)                                                                                             | 79.3 (26.3)                                                                                             | 85.7 (29.8)                                                                                             | 81.2 (27.3)                                                                                             | 75.1 (23.9)                                                                                             | 61.8 (16.6)                                                                                             | 48.5 (9.2)                                                                                              | 40.3 (4.6)                                                                                              | 85.7 (29.8)                                                                                             |
| Média alta °F (°C)                                                                                      | 27 (−2.8)                                                                                               | 29.1 (−1.6)                                                                                             | 38.8 (3.8)                                                                                              | 50.7 (10.4)                                                                                             | 64.2 (17.9)                                                                                             | 73.6 (23.1)                                                                                             | 79.2 (26.2)                                                                                             | 76.3 (24.6)                                                                                             | 66.4 (19.1)                                                                                             | 54.9 (12.7)                                                                                             | 41.9 (5.5)                                                                                              | 30.4 (−0.9)                                                                                             | 52.71 (11.5)                                                                                            |
| Média diária °F (°C)                                                                                    | 17.2 (−8.2)                                                                                             | 19.2 (−7.1)                                                                                             | 29.8 (−1.2)                                                                                             | 40.8 (4.9)                                                                                              | 52.3 (11.3)                                                                                             | 61.7 (16.5)                                                                                             | 67.5 (19.7)                                                                                             | 64.9 (18.3)                                                                                             | 55.8 (13.2)                                                                                             | 45.3 (7.4)                                                                                              | 34.7 (1.5)                                                                                              | 21.9 (−5.6)                                                                                             | 42.59 (5.89)                                                                                            |
| Média baixa °F (°C)                                                                                     | 7.5 (−13.6)                                                                                             | 9.3 (−12.6)                                                                                             | 20.8 (−6.2)                                                                                             | 30.9 (−0.6)                                                                                             | 40.6 (4.8)                                                                                              | 49.6 (9.8)                                                                                              | 55.6 (13.1)                                                                                             | 53.8 (12.1)                                                                                             | 45 (7.2)                                                                                                | 36 (2.2)                                                                                                | 27.5 (−2.5)                                                                                             | 13.6 (−10.2)                                                                                            | 32.52 (0.29)                                                                                            |
| Média mínima °F (°C)                                                                                    | −1.5 (−18.6)                                                                                            | −0.4 (−18)                                                                                              | 12.9 (−10.6)                                                                                            | 27.2 (−2.7)                                                                                             | 34.6 (1.4)                                                                                              | 46.6 (8.1)                                                                                              | 49.2 (9.6)                                                                                              | 46.3 (7.9)                                                                                              | 37.9 (3.3)                                                                                              | 32.3 (0.2)                                                                                              | 21.9 (−5.6)                                                                                             | −2.1 (−18.9)                                                                                            | −2.1 (−18.9)                                                                                            |
| Média precipitação pol. (mm)                                                                            | 2.87 (72.9)                                                                                             | 2.63 (66.8)                                                                                             | 2.74 (69.6)                                                                                             | 3 (76.2)                                                                                                | 3.429 (87.1)                                                                                            | 3.409 (86.6)                                                                                            | 3.52 (89.4)                                                                                             | 3.48 (88.4)                                                                                             | 3.559 (90.4)                                                                                            | 3.28 (83.3)                                                                                             | 4.051 (102.9)                                                                                           | 3.819 (97.0)                                                                                            | 39,787 (1 010,6)                                                                                        |
| Fonte: NOAA e WRCC (médias extremas)                                                                    | | | | | | | | | | | | | |

## Conservação
O Orono Land Trust opera várias áreas protegidas em Orono. A Área de Conservação Piney Knoll, situada ao longo do rio Penobscot, é conhecida por suas trilhas para caminhada e observação de pássaros. A Universidade do Maine também possui uma quantidade considerável de terras protegidas na cidade. Parcelas proeminentes incluem a floresta Dwight B. Demeritt.

## Demografia

### Censo de 2010
De acordo com o censo de 2010, havia 10.363 pessoas, 2.831 famílias e 1.229 famílias morando na cidade. A densidade populacional era de 569.7/sq mi (220.0/km2)  . Havia 3.089 unidades habitacionais com uma densidade média de 169.8/sq mi (65.6/km2)  . A composição racial da cidade era 94% branca, 1,0% afro-americana, 1,1% nativa americana, 1,8% asiática, 0,4% de outras raças e 1,7% de duas ou mais raças. Hispânicos ou latinos de qualquer raça eram 1,5% da população.
Havia 2.831 domicílios, dos quais 17,8% tinham filhos menores de 18 anos morando com eles, 32,9% eram casais vivendo juntos, 7,0% tinham uma chefe de família sem marido presente, 3,5% tinham um chefe de família do sexo masculino sem esposa presente, e 56,6% eram não familiares. 30,6% de todos os domicílios eram compostos por indivíduos e 11,9% tinham alguém morando sozinho com 65 anos ou mais. O tamanho médio da casa era 2,29 e o tamanho médio da família era 2,77.
A idade média na cidade era de 21,8 anos. 8,6% dos residentes tinham menos de 18 anos; 55,9% tinham entre 18 e 24 anos; 12,2% tinham de 25 a 44 anos; 13,1% tinham de 45 a 64 anos; e 10,4% tinham 65 anos ou mais. A composição de gênero da cidade era 51,8% masculino e 48,2% feminino.

### Censo de 2000
De acordo com o censo de 2000, a cidade tinha uma população de 9.112 pessoas, 2.691 domicílios e 1.291 famílias morando na cidade. A densidade populacional era de 500,3 pessoas por milha quadrada (193,2 / km2 ). Havia 2.899 unidades habitacionais com uma densidade média de 159,2 por milha quadrada (61,5 / km2 ). A composição racial da cidade era 93,54% branca, 1,38% negra ou afro-americana, 0,95% nativo americano, 2,39% asiática, 0,07% das ilhas do Pacífico, 0,52% de outras raças e 1,15% de duas ou mais raças. Hispânicos ou latinos de qualquer raça eram 1,21% da população.
Existiam 2.691 famílias, das quais 21,7% tinham filhos menores de 18 anos morando com elas, 36,6% eram casais vivendo juntos, 8,5% tinham uma mulher doméstica sem marido presente e 52,0% não eram famílias. 31,5% de todas as famílias eram compostas por indivíduos e 10,0% tinham alguém morando sozinho com 65 anos anos de idade ou mais. O tamanho médio da casa era 2,23 e o tamanho médio da família era 2,81.
Na cidade, a população era dispersa, com 11,9% menores de 18 anos, 47,9% de 18 a 24 anos, 17,1% de 25 a 44 anos, 13,8% de 45 a 64 anos e 9,3% de 65 anos anos de idade ou mais. A idade média era 22 anos. Para cada 100 mulheres, havia 102,5 homens. Para cada 100 idade feminina 18 anos ou mais, havia 102,1 homens.
A renda média de uma família na cidade era de $ 30.619 e a renda média de uma família era de $ 52.714. Os homens tiveram uma renda média de $ 35.923 contra $ 24.943 para as mulheres. A renda per capita da cidade era de $ 14.813. Cerca de 10,3% das famílias e 25,0% da população estavam abaixo da linha da pobreza, incluindo 21,8% dos menores de 18 anos e 6,2% dos maiores de 65 anos viviam abaixo da linha da pobreza.

## Pessoas notáveis

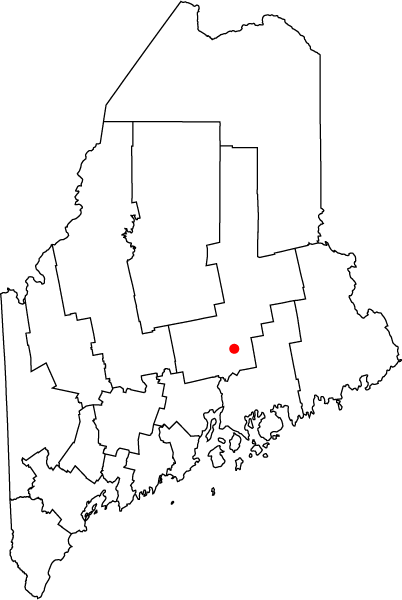
Localização da cidade de Orono, no estado do Maine

- Charles J. Dunn, presidente da Suprema Corte Judicial do Maine
- Wallace Rider Farrington, governador territorial do Havaí
- Merritt Lyndon Fernald (1873–1950), botânico
- Constance Hunting, poetisa, editora
- Frances Laughton Mace, poetisa
- Jonathan Norcross, inventor, 4º prefeito de Atlanta
- Elizabeth Schneider, senadora estadual
- Katee Stearns, Miss Maine EUA (2006)
- Joseph B. Treat, político de Wisconsin
- Nathaniel Treat, político do Maine
- Nathaniel B. Treat, político de Wisconsin
- Eva Valesh (1866–1956), jornalista trabalhista
- Israel Washburn Jr., congressista dos EUA, fundador do Partido Republicano, 29º governador do Maine
- Dorothy Clarke Wilson, romancista, dramaturga

## Pontos de interesse
- Universidade do Maine
- Plantação Botânica de Fay Hyland
- Jardim de teste de ornamentais de Lyle E. Littlefield
- Antiga casa de bombeiros
- Pat's Pizza
- Casa de Jeremiah Colburn